# Crinum album
Crinum album là một loài thực vật có hoa trong họ Amaryllidaceae. Loài này được (Forssk.) Herb. mô tả khoa học đầu tiên năm 1837.